# 巴特比布拉
巴特比布拉（德語：Bad Bibra，發音：[baːt ˈbiːbʁa] ⓘ）是德国萨克森-安哈尔特州布尔根兰县的城市，面积49.77平方千米，2023年12月31日人口为2,602人。